# San José Puente de Tierra
San José Puente de Tierra är en ort i Mexiko.   Den ligger i kommunen Ixtapa och delstaten Chiapas, i den sydöstra delen av landet, 700 km öster om huvudstaden Mexico City. San José Puente de Tierra ligger 1 251 meter över havet och antalet invånare är 160.
Terrängen runt San José Puente de Tierra är kuperad åt nordost, men åt sydväst är den bergig. Runt San José Puente de Tierra är det ganska tätbefolkat, med 58 invånare per kvadratkilometer. Närmaste större samhälle är Tuxtla Gutiérrez, 15,1 km väster om San José Puente de Tierra. I omgivningarna runt San José Puente de Tierra växer huvudsakligen savannskog.